# 日置かや
日置 かや（ひおき かや、1992年9月2日 - ）は、日本のモデル、女優。
東京都出身。旧芸名は浅野 かや。

## 人物・来歴
オーディション編集部・フレッシュパワーコラボレーションオーディションの第1回グランプリ。
2013年4月まで、フレッシュパワー（スウィートパワーの新人セクション）所属。
2013年5月から、ヒラタオフィスに所属。同時に芸名を、日置 かやと改名。
特技は8年間の経験を持つジャズダンスで、全国ダンスコンクールで3位の成績を挙げている。
2021年12月現在、ヒラタオフィスタレント一覧からは表示が消えている。

## 出演

### テレビドラマ
- School girls 第6話（2006年、エンタ!371）
- 花ざかりの君たちへ〜イケメン♂パラダイス〜 第7話（2007年8月14日、フジテレビ）
- 東京少女 桜庭ななみ 第4話（2008年6月28日、BS-i） - ミサキ 役
- 男装の麗人〜川島芳子の生涯〜（2008年12月6日、テレビ朝日） - スーレン 役
- RESCUE〜特別高度救助隊 第7話（2009年3月7日、TBS） - 女子高生 役
- トリハダ6〜夜ふかしのあなたにゾクッとする話を（2009年10月7日、フジテレビ） - 大友茜 役
- とめはねっ! 鈴里高校書道部（2010年、NHK） - 三輪詩織 役
- 西川美和監督「太宰治短編小説集〜駆け込み訴え〜」（2010年9月27日、NHK-BS2）
- 四つ葉神社ウラ稼業 失恋保険〜告らせ屋〜 第12話（2011年6月23日、読売テレビ）
- テレビ朝日
  - 仮面ライダーフォーゼ 第23・24話（2012年2月19日） - 鳥居崎ミサ 役
  - 仮面ライダーゴースト 第30話 - 第47話（2016年5月8日 - 9月4日） - 福嶋ハルミ 役
- 連続テレビ小説 梅ちゃん先生 第4週（2012年4月、NHK） - 戸田咲子 役
- ワカコ酒 第6話（2015年2月12日、BSジャパン） - 保奈美 役

### 映画
- はぐれ組 VS 忍者（2012年） - カレン 役 ※Vシネマ
- 仮面ライダーフォーゼ THE MOVIE みんなで宇宙キターッ!（2012年8月4日） - 鳥居崎ミサ 役（友情出演）
- ゆめのかよいじ（2013年12月14日） - 斉藤さつき 役
- 花蓮－かれん－（2014年11月12日、監督- 五藤利弘）

### ラジオ
- まだまだゴチャ・まぜっ!〜集まれヤンヤン〜（MBSラジオ、2011年4月30日 - 2012年4月14日）

### オリジナルビデオ
- ビットバレット（2008年 - 2009年） - 北斗加也 役
- 仮面ライダーゴースト アラン英雄伝（2016年4月13日 - 2017年1月11日） - 福嶋ハルミ、福嶋フミ（少女時代） 役

### CM
- ゼブラ マッキー（2008年）「ベッキー改名?サイン会」篇
- トンボ鉛筆（2008年）「小さくなること」篇
- 日本生命（2008年）「若年層・女の子」篇
- チヨダ広告（2009年）
- EASTBOY 2010年春カタログモデル
- iPhone用アプリ広告「Adidas x Giants」 DIGITAL TRYOUT MOVIE（2010年5月 - ）

### ネット配信
- au配信ドラマ ミニッツ・ストーリー
- フォトケータイ小説 音楽人2008（2008年） - 柏木花恋 役
- BeeTV「恋のABeeC大辞典」（2009年）
- BeeTV 「ヒミツの関係〜先生は同居人〜」（2010年）
- Wacoal Collection「Fit for My Life」WEB限定ショートムービー『下着にまつわる物語』（2012年） - 英恵 役

### 舞台
浅野かや 名義
- 『櫻の園』（2009年） - 大町真由美 役
- キティフィルムPresent`s 『ソラオの世界』 作・演出：西田シャトナー（2010年）
- 舞台『国民傘』 作・演出：岩松了（2011年1月20日 - 2月13日、ザ・スズナリ）
- 贅沢貧乏『ルート・リンク』 作・演出：山田由梨（2012年11月20日 - 21日、GEKIBA）

日置かや 名義
- 贅沢貧乏『マチト・トリップ』 作・演出：山田由梨（2013年6月21日 - 25日、pit北/区域） - ヨミ 役

### PV
- NICO Touches the Walls シングル「Broken Youth」 PV 主演（2008年7月25日 - ）
- 沢井美空「なきむし。」（2011年）
- 沢井美空「卒業メモリーズ〜サヨナラ、あなた。〜」（2012年）